# Джаафарабад (Новбаран)
Джаафарабад (перс. جعفراباد) — село в Ірані, у дегестані Кугпає, у бахші Новбаран, шагрестані Саве остану Марказі. За даними перепису 2006 року, його населення становило 0 осіб.

## Клімат
Середня річна температура становить 11,19 °C, середня максимальна – 30,63 °C, а середня мінімальна – -11,18 °C. Середня річна кількість опадів – 265 мм.
| Клімат поселення                              | Клімат поселення | Клімат поселення | Клімат поселення | Клімат поселення | Клімат поселення | Клімат поселення | Клімат поселення | Клімат поселення | Клімат поселення | Клімат поселення | Клімат поселення | Клімат поселення | Клімат поселення |
| Показник                                      | Січ.             | Лют.             | Бер.             | Квіт.            | Трав.            | Черв.            | Лип.             | Серп.            | Вер.             | Жовт.            | Лист.            | Груд.            |                  |
| Середній максимум, °C                         | 5,28             | 6,93             | 12,06            | 18,40            | 23,23            | 29,08            | 30,63            | 30,37            | 25,82            | 19,49            | 12,69            | 6,81             |                  |
| Середня температура, °C                       | −2,96            | −1,3             | 3,85             | 10,17            | 15,02            | 20,84            | 24,45            | 24,20            | 19,62            | 13,30            | 6,51             | 0,62             |                  |
| Середній мінімум, °C                          | −11,18           | −9,53            | −4,39            | 1,94             | 6,78             | 12,62            | 18,27            | 18,00            | 13,44            | 7,12             | 0,33             | −5,57            |                  |
| Норма опадів, мм                              | 35               | 35               | 48               | 39               | 32               | 5                | 1                | 1                | 0                | 11               | 22               | 36               |                  |
| Середньомісячна швидкість вітру, м/с          | 1.92             | 2.38             | 3.12             | 3.20             | 2.75             | 2.54             | 2.60             | 2.47             | 2.21             | 2.20             | 1.79             | 1.98             |                  |
| Середньомісячна сонячна радіація, кДж/м²·день | 8622             | 11479            | 14184            | 17836            | 21900            | 26506            | 25888            | 23652            | 20202            | 14642            | 10532            | 8417             |                  |
| --------------------------------------------- | ---------------- | ---------------- | ---------------- | ---------------- | ---------------- | ---------------- | ---------------- | ---------------- | ---------------- | ---------------- | ---------------- | ---------------- | ---------------- |
| Джерело:                                      |                  |                  |                  |                  |                  |                  |                  |                  |                  |                  |                  |                  |                  |